# Queso Tilsit
Queso Tilsit o también Queso Tilsiter es un queso de color amarillo semisuave, creado a mediados del siglo XIX por artesanos suizos procedentes de Emmental en Prusia Oriental. Se denomina así en honor de la ciudad prusiana de Tilsit. El resultado de su elaboración es un queso de sabor intenso. 
El Tilsiter se elabora de leche pasteurizada de vaca, posee un contenido graso que oscila entre 30 hasta el 60%. El Tilsiter es un queso con textura consistente firme/semiduro madurado de conformidad. El cuerpo tiene un color que varía de casi blanco o marfil a amarillo claro o amarillo y tiene una textura firme que puede cortarse, con agujeros. Aromatizado con semillas de alcaravea (comino de prado) y semillas de pimenta. El resultado de su elaboración es un queso de sabor intenso.
Características: 
Su sabor es suave pero con un regusto algo picante.  Su maduración mínima es de dos meses.  Durante la maduración el queso es bañado en salmuera y Bacterium linens. Esa es la razón por la que tiene el regusto un poco picante y un olor fuerte.
Uso culinario:
El Tilsiter es un complemento ideal para panes oscuros (servido a veces en los desayunos). Es muy común en las tablas de quesos y puede decirse que es extremadamente versátil. Se puede comer en ensaladas si se corta en forma de cubos, fundido en salsas y en el Fondue  o sobre papas asadas, flanes o hamburguesa. En los países del norte de Europa se suele tomar acompañado de una cerveza.